# Catman (DC Comics)
Catman, alter ego di Thomas Reese Blake, è un personaggio immaginario dei fumetti pubblicati dalla DC Comics, creato da Bill Finger (testi) e Jim Mooney (disegni) per le pagine di Detective Comics (vol. 1) n. 311 (gennaio 1963). Fu inizialmente ideato come avversario di Batman, ma in seguito la scrittrice Gail Simone lo ha trasformato in un personaggio con caratteristiche da antieroe.

## Biografia del personaggio
Il vero nome del personaggio è Thomas R. Blake, un cacciatore di fama mondiale di felini feroci, datosi al crimine perché annoiato dalla caccia e per aver sperperato gran parte della sua fortuna milionaria (simile, in questo, a Deathstroke). Molto simile a Batman, non solo per assonanza del nome, ma anche per l'equipaggiamento tanto da avere mantello e un "catarang", una specie di boomerang, come Batman e, come la sua controparte femminile Catwoman, si dedica a furti (spesso con i gatti come tema, come ad esempio rubare preziose statue di gatto o smeraldi chiamati "occhi di gatto").
Apparso il più delle volte come un criminale di poco conto, per nulla in linea con pesi massimi del calibro di Joker o Due Facce, finì presto dimenticato fino a quando lo scrittore Brad Meltzer non lo ripropose nel suo ciclo di storie di Green Arrow nel 2003 nel quale lo descrisse come un flaccido, patetico e piagnucoloso fallito, che pareva aver incontrato il suo fato per mano dei criminali Monsieur Mallah e Warp. Poi venne recuperato dalla scrittrice Gail Simone nel 2005 inserendolo nel gruppo dei Segreti Sei, un team di criminali pentiti, in bilico tra bene a male (simili sotto certi aspetti ai Thunderbolts della Marvel Comics). Grazie al fatto che «un francese e un gorilla pensano che non valga la pena ucciderti», Blake decide di rifugiarsi nella savana africana, vivendo una vita a stretto contatto con la natura selvaggia, unendosi a un branco di leoni, recuperando così uno straordinario vigore fisico. Viene poi contattato dal dr. Psico e Talia al Ghul per conto di Lex Luthor, che lo voleva includere nella sua Società segreta dei supercriminali: convinti di trovare la mezza tacca d'un tempo, si ritrovarono davanti un uomo rinato, con un vigore e una presenza che a Talia ricordò quella di Batman stesso. In séguito Thomas si unì a Deadshot, Cheshire, Scandal Savage, Bane e Ragdoll nel gruppo dei Segreti Sei e lavorando con loro vive un periodo di riflessione e dubbio, chiedendosi se continuare col crimine o reinventarsi come giustiziere.

## Poteri e abilità
Catman fisicamente è all'apice della perfezione umana in ogni campo, in quanto gli esercizi fisici intensi, cui si sottopone costantemente già dalla preadolescenza, lo hanno portato ad avere superbi attributi fisici sotto tutti gli aspetti possibili. La sua potenza fisica è degna di un pesista campione del mondo nella sua categoria, è anche un acrobata di livello più che olimpico. Catman è pure un eccellente tattico, esperto nel piazzare trappole e tendere agguati, oltre a essere un esperto lottatore corpo a corpo e nell'uso delle armi bianche. Indossa guanti con artigli affiliati come rasoi e usa l'affilato catarang concepito sul modello batarang di Batman. Le sue grandi doti fisiche e combattive lo hanno visto vincitore svariate volte contro avversari metaumani. Catman afferma che il suo costume, procuratosi da uno stregone africano, gli dà le proverbiali nove vite di un gatto. Egli è qualificato come il miglior cacciatore del mondo, superiore persino a Deathstroke, dotato di acutissimi sensi superiori a quelli umani. Nelle sue prime apparizioni era accompagnato da una tigre siberiana di nome Rasputin, da lui ammaestrata. Rasputin non è mai riapparso nelle storie più moderne.